# Дьюти, Кентон
Джеффри Кентон Дьюти (англ. Jeffrey Kenton Duty; род. 12 мая 1995, Плейно, Техас, США) — американский актёр, режиссёр, сценарист, оператор, певец и танцор. Он наиболее известен своей ролью Гюнтера Хессенхеффера в телесериале Танцевальная лихорадка, за которую был номинирован на премию «Молодой актёр» (2012).

## Биография
Кентон Дьюти родился в семье Джеффри и Дебби Дьюти. У него есть две младшие сестры — близнецы Джессика и Ребекка.

## Личная жизнь
1 июля 2019 года Дьюти женился на своей девушке, также актрисе, режиссёре и сценаристе Мосли Агин.

## Фильмография
| Год       |   | Русское название             | Оригинальное название | Роль                                  |
| --------- | - | ---------------------------- | --------------------- | ------------------------------------- |
| 2008      | с | Детектив Раш                 | Cold Case             | Chuck Pierce '69                      |
| 2010      | с | Остаться в живых             | Lost                  | Молодой Джейкоб                       |
| 2010      | с | Джимми Киммел в прямом эфире | Jimmy Kimmel Live!    | Молодой Джейкоб                       |
| 2010      | ф | Сумасшедший на воле          | Crazy on the Outside  | Итан Пападополус / Ethan Papadopolous |
| 2010      | ф | Меня зовут Кхан              | My name is Khan       | Риз Гаррик / Reese Garrick            |
| 2010—2012 | с | Танцевальная лихорадка!      | Shake It Up!          | Гюнтер Хессенхеффер                   |
| 2011      | с | Последний настоящий мужчина  | Last Man Standing     | Виктор Блэйк                          |
| 2015      | с | Трудности ассимиляции        | Fresh Off the Boat    | Кевин                                 |